# アルテミス計画
アルテミス計画（アルテミスけいかく、英: Artemis program）は、アメリカ合衆国連邦政府が出資する有人宇宙飛行（月面着陸）計画である。当初計画では2024年までに「最初の女性を、次の男性を」月面（特に月の南極付近）に着陸させることを目標としている。計画名と計画の詳細は2019年5月に発表された。なお、アルテミスはギリシア神話に登場する月の女神で、アポロ計画の由来となった太陽神アポロンとは双子とされる。さらに、使用するオリオン宇宙船の由来であるオリオンはかつてアポロンに騙されて命を奪ってしまうと言う悲しい結末を迎えたアルテミスの最愛の恋人である。
この計画は、主にアメリカ航空宇宙局（NASA）とスペースX社に代表される、NASAが契約している米国の民間宇宙飛行会社、そして欧州宇宙機関（ESA）、日本の宇宙航空研究開発機構（JAXA）、カナダ宇宙庁（CSA）、アラブ首長国連邦のムハンマド・ビン・ラシード宇宙センター（MBRSC）などの国際的パートナーによって実施される。計画自体はNASAが主導しているものの、月面での持続的な駐留を確立し、民間企業が月面経済を構築するための基盤を築き、最終的には人類を火星に送る（有人火星探査）という長期的目標に向けた次のステップとして、国際的なパートナーシップが計画を前進させる上で重要な役割を果たすことが期待されている。NASA長官ビル・ネルソンは、日本人宇宙飛行士も月面着陸に参加させることを表明している。
2017年12月、アメリカ合衆国大統領ドナルド・トランプは月探査計画を承認する宇宙政策指令第1号に署名した。アルテミス計画は、オリオン宇宙船と月軌道プラットフォームゲートウェイ、そして商業月面輸送サービスを始めとする進行中の宇宙機の計画を利用して実施される予定であり、将来開発される有人着陸船も追加される予定である。オリオンの打ち上げにはスペース・ローンチ・システム（SLS）が用いられ、商用ロケットは他の様々な構成物を打ち上げるために使用される見込みである。NASAはアルテミス計画のために16億ドルの2020年度追加予算を要求し、アメリカ合衆国議会の上院歳出委員会は議会の評価と承認に必要な5年間の予算プロファイルをNASAに要求した。2021年4月17日、NASAは月着陸船の開発・運用に、スペースXを選定。翌2022年11月16日に第1段階となるアルテミス1号を打ち上げた。2023年5月19日、NASAはアルテミス5号の月着陸船の開発についてブルーオリジンと契約したと発表した。
2024年1月9日、NASAは、アルテミス2は2025年9月、アルテミス3は2026年9月にそれぞれ実施を遅らせると明らかにした。新型宇宙船の開発で、改善の必要がある部分が複数生じているという。

## 概要
アルテミス計画は一連のスペース・ローンチ・システム（SLS）ミッションによって構成され、それぞれのミッションは1年以上の間隔を空けて実施される。NASAは2022年時点で、アルテミス1号からアルテミス4号までのミッションを計画しており、アルテミス5号以降の後続ミッションも提案されている。

### SLSミッション
2022年11月16日に打ち上げられたアルテミス1号は、SLSとオリオン宇宙船の無人飛行になる。このミッションでは、オリオン宇宙船を月周回軌道に投入し、月におよそ6日間滞在した後、地球に帰還する行程が組まれている。オリオンの帰還カプセルは、サービスモジュールから分離して、大気圏に再突入し、搭載されたパラシュートを使って地球に帰還するよう設計されており、同年12月11日午後0時40分頃（日本時間12日午前2時40分頃）に太平洋メキシコ沖に着水した。
このミッションは2019年に予定されていたが、様々な問題から度々延期された。アルテミス1号の打ち上げは、ケネディ宇宙センターから、日本時間2022年8月29日の 21:33 予定されていたが、エンジンの技術的な問題で、打ち上げが再び延期され結局同年11月16日に第1段階となるロケットが打ち上げられた。
2025年9月に予定されているアルテミス2号は、アルテミス計画では初の有人ミッションになる。4人のミッションクルーが乗ったオリオン宇宙船は地球を周回する軌道上で様々なテストを行ってから自由帰還軌道に投入され、月を周回した後に地球に帰還する予定である。
2026年9月以降に予定されているアルテミス3号は、有人月面着陸を行うミッションとなる。このミッションに先立って、有人着陸システム（スターシップHLS）を軌道に投入する支援ミッションが行われる。この支援ミッションの後、月面に降り立つ初の女性と有色人種の宇宙飛行士を含む4人のクルーをのせたオリオン宇宙船が月に送られ、HLSとドッキングする。その後、2人のクルーがHLSに移動し、降下して月の南極付近に着陸する。着陸クルーは6.5日間を月面上で過ごし、少なくとも2回の船外活動を行う予定である。その後、HLSは月面から打ち上げられ、月の周回軌道で待機しているオリオン宇宙船とドッキングし、地球に帰還する予定である。
2028年に予定されているアルテミス4号は、月周回軌道上の月軌道プラットフォームゲートウェイに向かう有人ミッションとなる。事前にゲートウェイを構成する2つのモジュールが支援ミッションによって運ばれる予定である。

### 支援ミッション
支援ミッションでは、スターシップ HLSの軌道投入や月軌道に建設されるゲートウェイのモジュールの運搬、月面基地の建設資材運搬などが行われる予定である。

## 支援プログラム
アルテミス計画を遂行するためには、月のゲートウェイの建設支援、補給ミッション、月面で用いられる観測機器やロボットの配備など、追加で多数のミッションやプログラムが必要となる。いくつかの先行ミッションが、商業月面輸送サービスを通じて調整されている。

### 商業月面輸送サービス

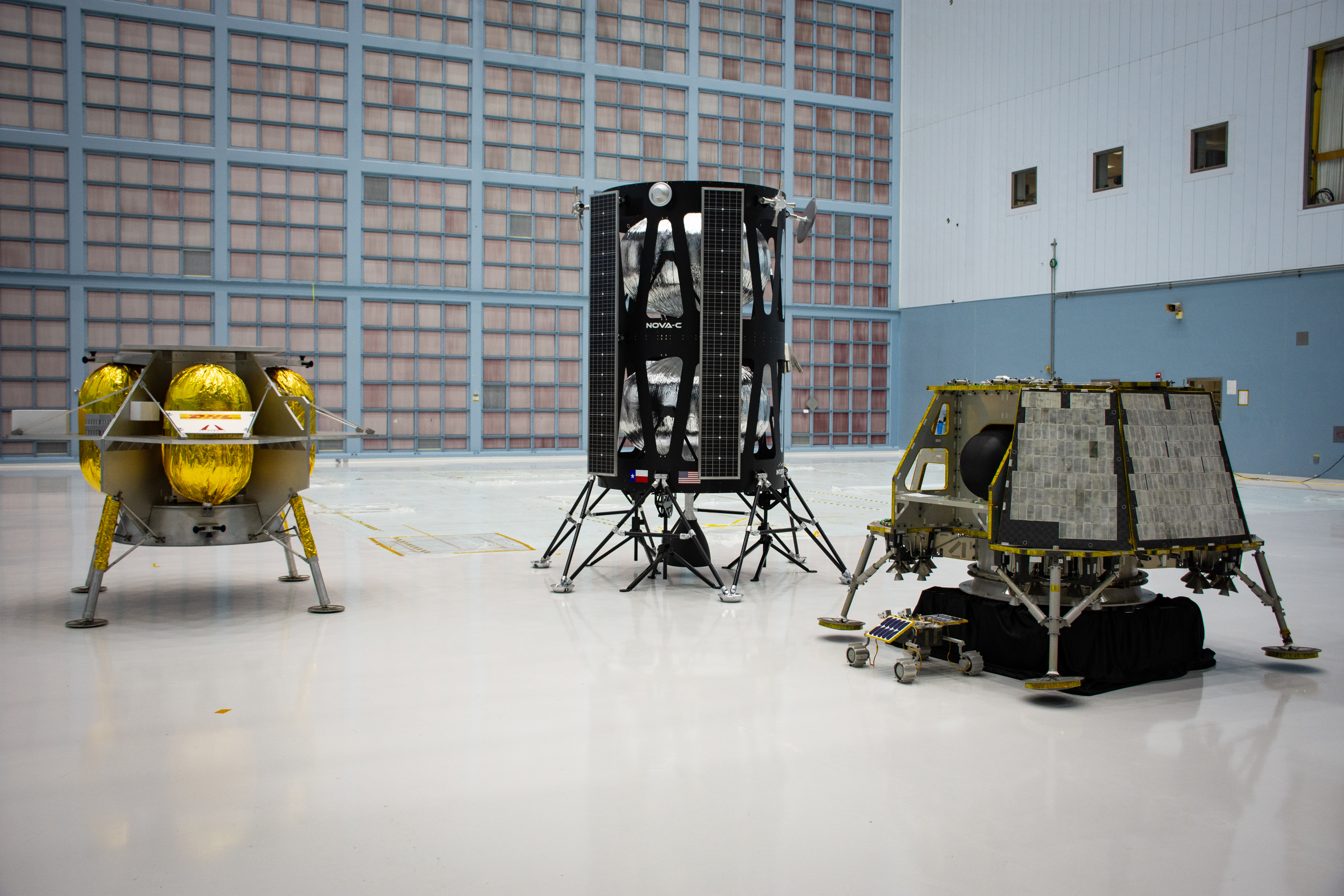
商業月面輸送サービスで使用が決定された着陸機の模型。左からペレグリン、Nova-C、Z-01。

2018年3月、有人ミッションの支援のために先立って行われる、月の南極域での小型ロボットやローバーを送ることを目的とした、商業月面輸送サービス（CLPS）プログラムがNASAによって設立された。その主な目的は、月資源の調査や現地資源利用（ISRU）の実現可能性調査、月の科学探査などである。2018年11月には、NASAは入札資格を獲得した9社を発表し、2019年5月にはそのうちの3社が着陸船の契約を獲得した。
| 入札資格取得日 | 企業                                   | 提案されたサービス                      | 落札          | 落札               |
| 入札資格取得日 | 企業                                   | 提案されたサービス                      | 日付          | 落札額（百万ドル） |
| -------------- | -------------------------------------- | --------------------------------------- | ------------- | ------------------ |
| 2018年11月29日 | アストロボティック・テクノロジー       | ペレグリン                              | 2019年5月31日 | 79.5               |
| 2018年11月29日 | ディープ・スペース・システムズ         | ローバー                                | [ 34 ]        |                    |
| 2018年11月29日 | チャールズ・スターク・ドレイパー研究所 | アルテミス-７ランダー                   | [ 34 ]        |                    |
| 2018年11月29日 | ファイアフライ・エアロスペース         | ブルーゴースト                          | 2021年2月4日  | 93.3               |
| 2018年11月29日 | インテュイティブ・マシーンズ           | Nova-C                                  | 2019年5月31日 | 77                 |
| 2018年11月29日 | ロッキード・マーティン                 | McCandless Lunar Lander                 | [ 34 ]        |                    |
| 2018年11月29日 | Masten Space Systems                   | XL-1                                    | 2020年4月8日  | 75.9               |
| 2018年11月29日 | Moon Express                           | MX-1、MX-2、MX-5、MX-9 サンプルリターン | [ 34 ]        |                    |
| 2018年11月29日 | OrbitBeyond                            | Z-01、Z-02                              | 2019年5月31日 | 97                 |
| 2019年11月18日 | ブルーオリジン                         | ブルー・ムーン（宇宙船）                | [ 36 ]        |                    |
| 2019年11月18日 | Ceres Robotics                         |                                         | [ 36 ]        |                    |
| 2019年11月18日 | シエラ・ネヴァダ・コーポレーション     |                                         | [ 36 ]        |                    |
| 2019年11月18日 | スペースX                              | スターシップ HLS                        | [ 36 ]        |                    |
| 2019年11月18日 | Tyvak Nano-Satellite Systems           |                                         | [ 36 ]        |                    |

### 参加企業・団体
| 参加企業・団体                             | 拠点                              | 宇宙船                                         |
| ------------------------------------------ | --------------------------------- | ---------------------------------------------- |
| ispace                                     | 日本 東京                         | Hakuto-R                                       |
| Ispace Europe                              | ルクセンブルク                    |                                                |
| トヨタ自動車                               | 日本 豊田市                       | ルナクルーザー                                 |
| ArianeGroup                                | フランス ジロンド県               | スペース・ローンチ・システム                   |
| ESAB                                       | スウェーデン                      | スペース・ローンチ・システム                   |
| MT Aerospace                               | ドイツ アウクスブルク             | スペース・ローンチ・システム                   |
| Schaeffler Aerospace Germany GmbH & Co. KG | ドイツ シュヴァインフルト         | スペース・ローンチ・システム                   |
| マグナ・シュタイア                         | オーストリア グラーツ             | スペース・ローンチ・システム                   |
| エアバス                                   |                                   | 欧州サービスモジュール                         |
| Fleet Space                                | オーストラリア 南オーストラリア州 | 7 Sisters                                      |
| Oz Minerals                                | オーストラリア アデレード         | 7 Sisters                                      |
| アデレード大学                             | オーストラリア アデレード         | 7 Sisters                                      |
| ニューサウスウェールズ大学                 | オーストラリア シドニー           | 7 Sisters                                      |
| Unearthed                                  | オーストラリア パース             | 7 Sisters                                      |
| MDA                                        | カナダ ブランプトン               | 月軌道プラットフォームゲートウェイのモジュール |

### アルテミス合意
2020年5月5日、当時のトランプ政権が月での採掘についての新たな国際協定を起草していると、ロイターによって報じられた。NASA長官であったジェームズ・ブライデンスタインは、同年5月15日に宇宙探査や宇宙利用に関する基本原則を定めたアルテミス合意を正式に発表した。同年10月14日に、アメリカ合衆国、オーストラリア、カナダ、日本、ルクセンブルク、イタリア、イギリス、アラブ首長国連邦（UAE）が署名し、後にウクライナも加わった。2021年5月には韓国が加わり、署名国は10となった。その後も同月にニュージーランド、6月にブラジル、12月にメキシコが署名した。2022年1月にはイスラエルが署名し、3月にはルーマニアとバーレーンが加わっている。

## ロケット
アルテミス計画では、様々なロケットの使用が予定されている。用途によってロケットは異なり、例えばオリオン宇宙船用のスペース・ローンチ・システム、月着陸用のスペースXのスターシップ HLS、月軌道プラットフォームゲートウェイのモジュールなどの構成物を運ぶファルコンヘビーなどがある。また、2019年6月には欧州宇宙機関のロケットアリアン6の使用も提案されている。ゲートウェイのモジュールは2024年11月に、ファルコンヘビーで打ち上げられることが予定されている。またゲートウェイ建設の支援ミッションや補給ミッションは28回にわたり、複数の企業による民間のロケットによって打ち上げられる予定である。
| ロケット             | ミッション                                            | 貨物積載量        | 貨物積載量        | 打ち上げコスト                                                                   | 初打ち上げ             |
| ロケット             | ミッション                                            | 地球低軌道（LEO） | 月遷移軌道（TLI） | 打ち上げコスト                                                                   | 初打ち上げ             |
| -------------------- | ----------------------------------------------------- | ----------------- | ----------------- | -------------------------------------------------------------------------------- | ---------------------- |
| SLS Block 1          | クルー輸送                                            | 95t               | 27t               | 22億ドル                                                                         | 2022年                 |
| SLS Block 1B         | クルー輸送 ゲートウェイモジュール貨物輸送             | 105t              | 42t               | 22億ドル                                                                         | 開発中（2027年を予定） |
| SLS Block 2          | クルー輸送 貨物輸送                                   | 130t              | 45t               | 20億ドル                                                                         | 開発中（2033年を予定） |
| ファルコンヘビー     | ドラゴン打ち上げ ゲートウェイモジュール貨物輸送 VIPER | 63.8t             |                   | 1億5000万ドル                                                                    | 2018年                 |
| ヴァルカン           | 商業月面輸送サービス                                  | 27.2t             | 12.1t             | 1億～2億ドル                                                                     | 2024年                 |
| ファルコン9ブロック5 | 商業月面輸送サービス                                  | 22.8t             |                   | 6200万ドル                                                                       | 2018年                 |
| エレクトロン         | キャップストーン打ち上げ                              | 0.3t              |                   | 750万ドル                                                                        | 2017年                 |
| ニューグレン         | 有人着陸システム（HLS）輸送 商業月面輸送サービス      | 45t               |                   | 開発中                                                                           | 開発中（2024年を予定） |
| スターシップ HLS     | 有人着陸システム（HLS）輸送 商業月面輸送サービス      | 100–150t          |                   | 1号機28.9億ドル（開発費と数機のタンカー込）、2号機11.5億ドル（数機のタンカー込） | 開発中（2026年を予定） |
| アリアン6            | HERACLES                                              | 21.6t             |                   | 115万ユーロ                                                                      | 開発中（2024年を予定） |
| H3                   | HTV-Xによる貨物輸送                                   | 16t               |                   | 5000万ドル（目標）                                                               | 2023年                 |

## 宇宙船

### オリオン

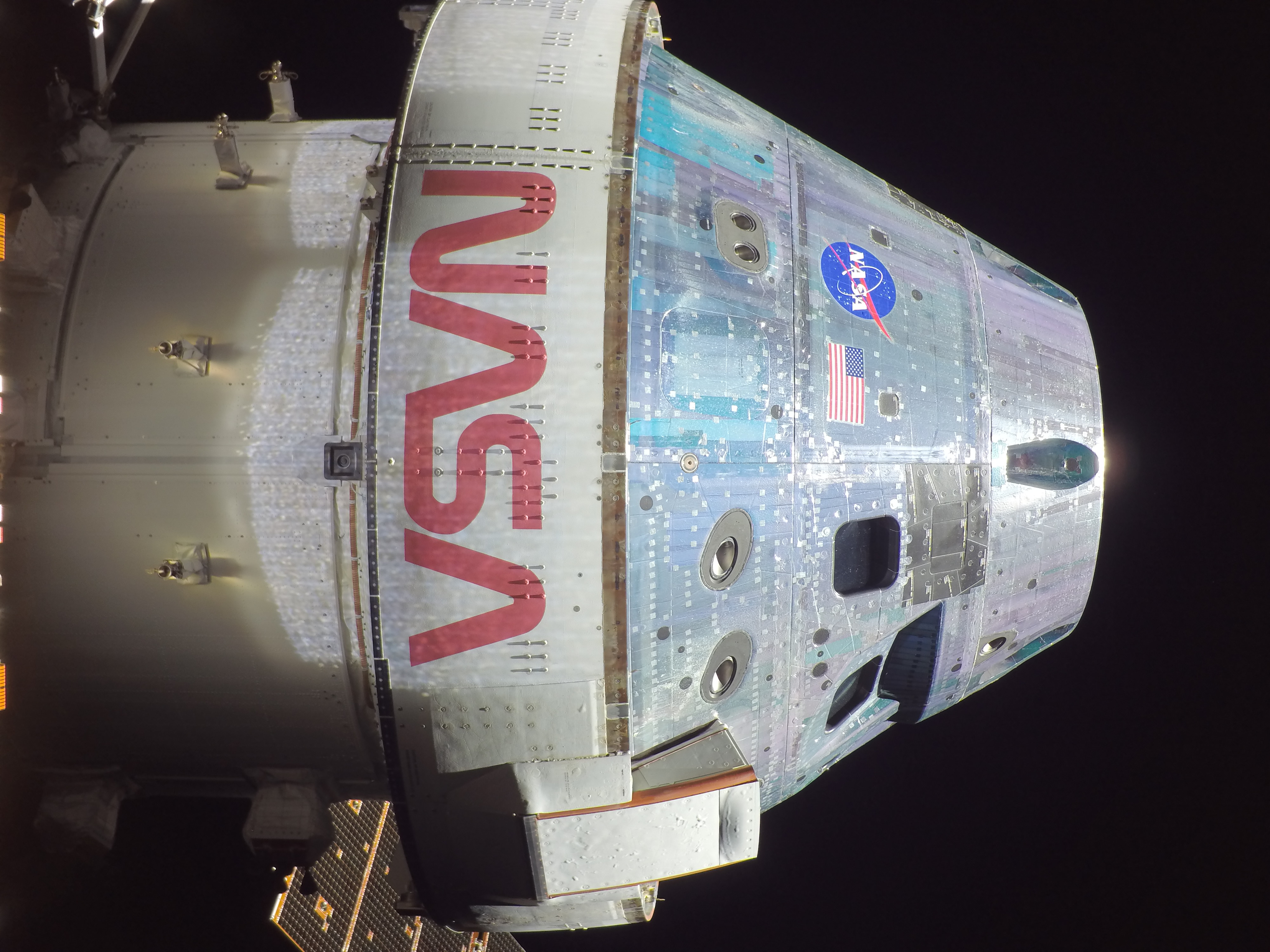
オリオン宇宙船

オリオンは、アルテミス計画で使用される宇宙船である。ロッキード・マーティン社が設計開発したクルーモジュール（CM）の宇宙カプセルと、エアバス・ディフェンス・アンド・スペース社が製造した欧州サービスモジュールから構成される。6人のクルーを乗せることができ、太陽電池パネルや自動ドッキングシステムなどが装備されている。主な推進機構としてAJ-10エンジンが1基搭載されている。オリオンは、打ち上げ脱出システムを備えたSLSによって打ち上げられるが、他のロケットにも対応できるように設計されている。

### ドラゴンXL
2020年3月27日、スペースX社がNASAとの契約の下、ゲートウェイへの物資輸送のような貨物輸送に特化した、補給宇宙船「ドラゴンXL」を発表した。NASAによると、サンプル採取のための資材や宇宙服などを含む、宇宙飛行士がアルテミス計画で必要になるであろう物資が、このドラゴンXLによって運搬されるという。ドラゴンXLは、フロリダ州のケネディ宇宙センターからスペースXのファルコンヘビーで打ち上げられる予定。ゲートウェイには6から12か月間留まる計画で、その間は宇宙船内外の研究用資材を遠隔で操作できるようになっている。ドラゴンXLは、5000キログラム以上の貨物を月周回軌道まで運搬することができると予想されている。なおこれまでのドラゴン宇宙船とは異なり、ドラゴンXLは再利用されない。

### スターシップHLS
スペースXのスターシップによる、有人月面着陸宇宙船（Human Landing System）。アルテミス3とアルテミス4での利用が発表されている。

### ブルームーン
ブルーオリジンのニューグレンによって打ち上げられる有人月面着陸宇宙船（Human Landing System）。アルテミス5での利用が発表されている。

## 宇宙飛行士
2020年12月9日、NASAが、アルテミス計画の初期のミッションクルーに選ばれる18人の宇宙飛行士を発表した。18人は全員アメリカ人で、9人が男性で9人が女性。
- ジョセフ・アカバ
- ケイラ・バロン（英語版）
- ラジャ・チャリ（英語版）
- マシュー・ドミニク（英語版）
- ビクター・J・グローバー（英語版）
- ウォーレン・ホバーグ（英語版）
- ジョニー・キム（英語版）
- クリスティーナ・コック
- ケル・N・リンドグレン（英語版）
- ニコール・A・マン（英語版）
- アン・マクレーン（英語版）
- ジェシカ・メイア
- ジャスミン・モグベリ（英語版）
- キャサリーン・ルービンズ（英語版）
- フランク・ルビオ（英語版）
- スコット・D・ティングル（英語版）
- ジェシカ・ワトキンス（英語版）
- ステファニー・ウィルソン

## 宇宙服
アルテミス計画では、「探査船外機動ユニット（xEMU）」（Exploration Extravehicular Mobility Unit）と、Orion Crew Survival System（OCSS）という2種類の宇宙服が使用される予定である。
xEMUは宇宙遊泳や船外活動時に着用される宇宙服である。この新しい宇宙服はアポロ計画の際に使用されたものよりも様々な改善が施されている。この宇宙服は、月のレゴリスが吸入されることを防ぎ、月の極端な気温にも耐えられるように作られている。また、電子機器やシステムは小型化されている。機動性の面では、腰や膝の曲げについて、より可動性が高くなった。また、NASAはヘルメット内部の通信システムを一新させ、通信の際にはマイクが自動で宇宙飛行士の声を拾うようになった。打ち上げ時や、地球に帰還する際の大気圏再突入時には、OCSSを着用する。

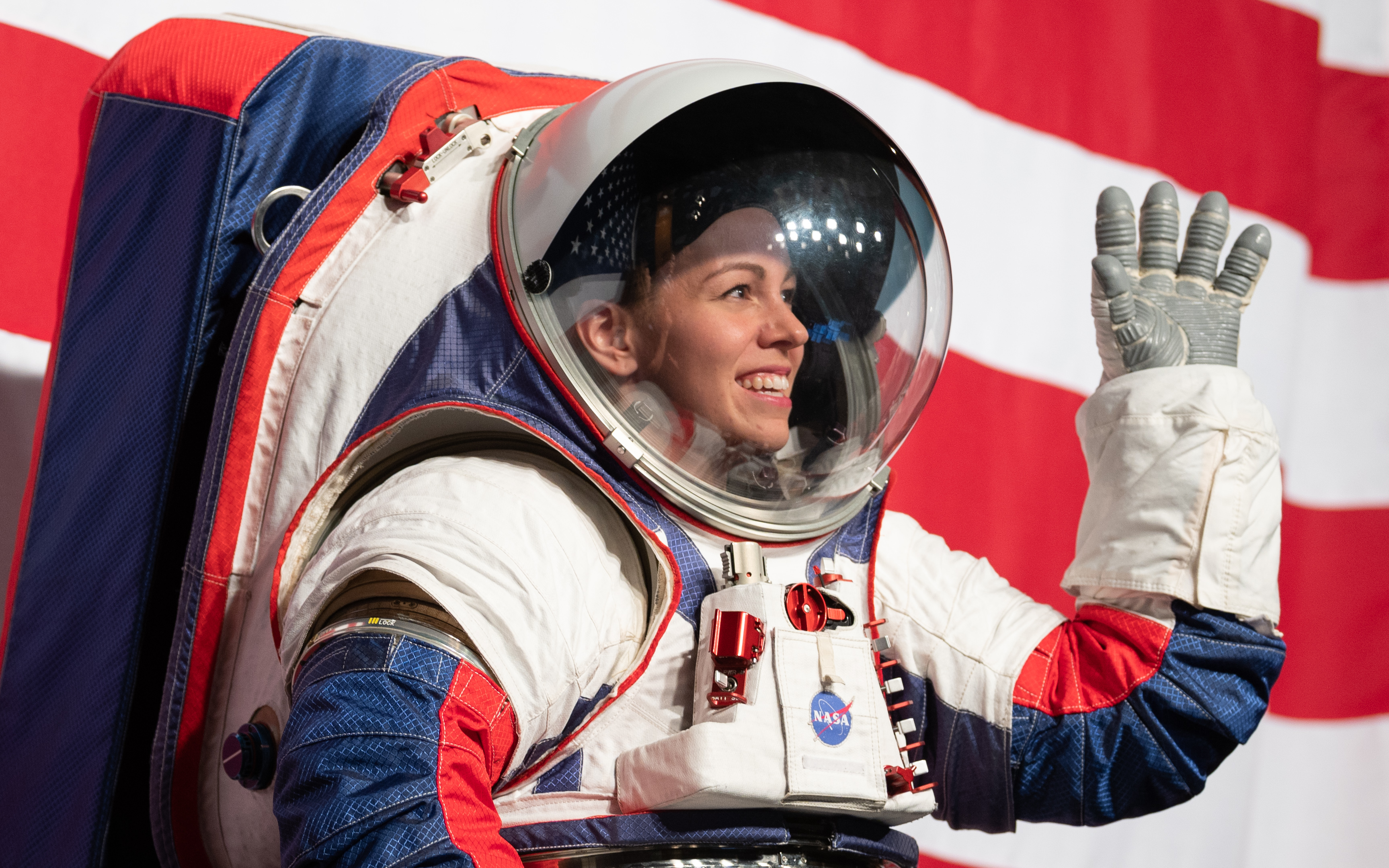
月の船外活動用のxEMU
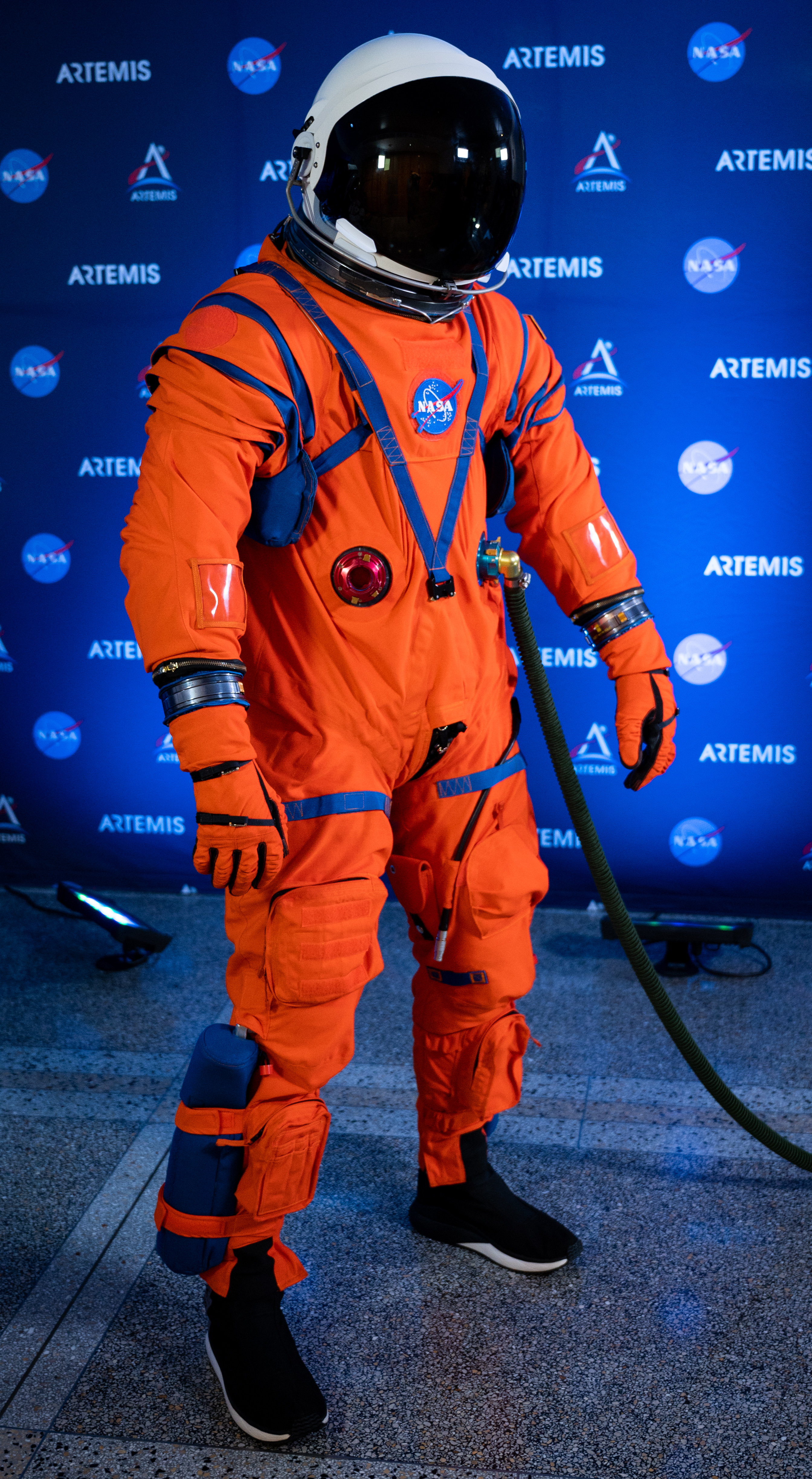
打ち上げ時と大気圏再突入時に使用されるOCSS

## ミッション
2019年時点では、すべての有人ミッションはケネディ宇宙センター第39発射施設からスペース・ローンチ・システムによって打ち上げられる予定である。現在の計画では、いくつかの補助的なハードウェアは他のロケットと発射場から打ち上げられることになっている。
| ミッション    | 徽章                           | 打ち上げ日     | 乗員   | 打ち上げ機        | 月着陸船         | 期間  | 目標                   | 結果 |
| ------------- | ------------------------------ | -------------- | ------ | ----------------- | ---------------- | ----- | ---------------------- | ---- |
| アルテミス1号 | Exploration Mission-1 insignia | 2022年11月16日 | N/A    | SLS Block 1       | N/A              | 25日  | 無人の月周回ミッション | 成功 |
| アルテミス2号 | Exploration Mission-1 insignia | 2025年9月      | 4名    | SLS Block 1       | N/A              | ~10日 | 有人の月周回ミッション | 予定 |
| アルテミス3号 |                                | 2026年9月      | 未公表 | SLS Block 1       | スターシップ HLS | ~30日 | 有人の月着陸ミッション | 予定 |
| アルテミス4号 |                                | 2028年9月      | 未公表 | SLS Block 1B Crew | スターシップ HLS | ~30日 | 有人の月着陸ミッション | 予定 |
| アルテミス5号 |                                | 2030年3月      | 未公表 | SLS Block 1B Crew | ブルームーン     | ~30日 | 有人の月着陸ミッション | 予定 |
| アルテミス6号 |                                | 2031年3月      | 未公表 | SLS Block 1B Crew | 未公表           | ~60日 | 有人の月着陸ミッション | 予定 |
| アルテミス7号 |                                | 2032年3月      | 未公表 | SLS Block 1B Crew | 未公表           | ~30日 | 有人の月着陸ミッション | 予定 |

### 提案されたミッション
| ミッション     | 打ち上げ日 | 搭乗員 | 打ち上げ機        | 期間   |
| -------------- | ---------- | ------ | ----------------- | ------ |
| アルテミス8号  | 2032年     | 未公表 | SLS Block 1B Crew | ~60日  |
| アルテミス9号  | 2033年     |        | SLS Block 2 Crew  | ~60日  |
| アルテミス10号 | 2034年     |        | SLS Block 2 Crew  | ~180日 |
| アルテミス11号 | 2035年     |        | SLS Block 2 Crew  | ~365日 |